# Thamnaconus analis
Thamnaconus analis és una espècie de peix de la família dels monacàntids i de l'ordre dels tetraodontiformes.

## Morfologia
- Els mascles poden assolir 19,3 cm de longitud total.[4]

## Hàbitat
És un peix marí, de clima subtropical i associat als esculls de corall que viu entre 46-360 m de fondària.

## Distribució geogràfica
Es troba a Austràlia i Nova Zelanda.

## Observacions
És inofensiu per als humans.